# Спасо-Преображенська церква (Полоцьк)
Спасо-Преображенська церква (біл. Спаса-Праабражэнская царква) — шестистовпний одноглавий храм православного Спасо-Євфросиніївського монастиря в Полоцьку, побудований в середині XII століття.
Це найкраще збережена пам'ятка давньополоцького зодчества, навіть попри перебудови періоду класицизму. У радянські роки церква продовжувала діяти, тривалий час залишаючись єдиним працюючим храмом Полоцької єпархії.

## Архітектура
Храм збудовано в середині 1150-х років. Як випливає з житія Єфросинії Полоцької, будівельними роботами керував «приставник над церковнотворцями Іван». За висновком Павла Раппопорта, зодчий Іван випередив свій час, «сміливо створивши зовсім новий архітектурний образ урочистого стовпоподібного храму», який домінуватиме в давньоруській архітектурі кінця XII століття (т.з. «руська готика»).
Храм порівняно невеликих розмірів, простий у плані, має монументальний зовнішній вигляд із єдиною апсидою. Найбільш характерні риси споконвічного Спаського собору (затемнені пізнішими перебудовами) — переважання зовнішнього обсягу над внутрішнім, а також ярусність зовнішньої композиції. Джерелом ярусної побудови могло бути народне дерев'яне зодчество.
Завдяки зниженому західному членуванню квадратна підкупольна частина вище за решту обсягу. Високий барабан глави піднятий на особливому піднесенні, оформленому з кожного боку трилопатевою кривою хибної закомари, тобто кокошника. Прагнучи всіляко підкреслити вертикальну спрямованість стовпоподібної композиції, майстер Іоанн здійснив революцію у давньоруській архітектурі. Чисто готичної цілі підкреслити вертикальну спрямованість храму підпорядковані форма арок закомар, кокошників і навіть брівок над вікнами, які у другому ярусі змінюють напівкругле завершення на стрілчасте. Таким чином, тут уперше простежується наростання гостроти форм від низу до верху, аж до гострокутних завершень кокошників підбарабанного п'єдесталу. Щоб розвантажити склепіння від навантаження масивного підбарабанного піднесення і перерозподілити частину навантаження зі стовпів на стіни, зодчий Іоанн завузив бічні нефи.
П. О. Раппопорт вважає цю пам'ятку першим зразком «урочистого стовпоподібного храму», в якому архітектори Давньої Русі далеко пішли від візантійських канонів. У той же час, дослідник наголошує на його суперечливості: «видовжена форма плану та просте профілювання лопаток не підтримують динамічної композиції храму».

## Сучасний стан
Спаська церква Єфросиніївського монастиря є храмом XII століття, що цілком зберігся, доповнений надбудовами XVII — XIX століть в області покрівлі. У 1830-х роках храм був визнаний старим, але його вирішили не зносити, а відреставрувати виходячи з того, що він є «дорогоцінною для Росії пам'яткою древнього зодчества».
Змінена конструкція покрівлі не порушила середньовічну основу пам'ятки, але дозволила законсервувати унікальний конструктивний елемент даного об'єкту — двоступінчастий ряд закомар («кокошників»), що декорує ступінчастий перехід від склепінь до підкупольного барабана.
Усередині збереглися фрески XII ст. Йде розчищення від пізніх записів, збереглася практично вся площа розпису. Реставрацію фрескового живопису за рахунок державних коштів та пожертв планується завершити до 2015 року. Початковий вигляд храму зображений на древній ктиторській фресці, нещодавно розкритій в келії преподобної Єфросинії на хорах церкви.
3 червня 2007 року на Спасо-Преображенському храмі було позолочено купол, 23 вересня 2009 року — встановлено новий іконостас.
Храм є історико-культурною цінністю «0» категорії, запропонованої для включення до Списку світової спадщини ЮНЕСКО.

## Графіті, зображення
- Цінними епіграфічними пам'ятками є графіті, знайдені на стіні поблизу вівтаря[6][7].
- У західній частині церкви на схилі склепіння зображено рідкісний сюжет Святий Антоній і кентавр[8].

## Використання в символіці
Уперше зображення храму на білоруській поштовій марці з'явилося 1992 року. Ця тема була продовжена у 2000 році. 2003 року випущена ювілейна монета Республіки Білорусь із зображенням Спасо-Преображенської церкви, 2007 року — пам'ятна срібна монета. Із 1 липня 2016 року — на купюрі номіналом 10 рублів.

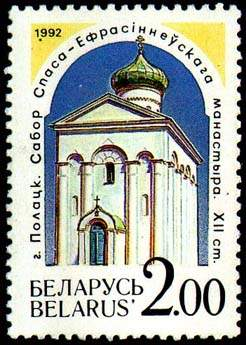
Спасо-Преображенська церква на поштовій марці Республіки Білорусь (1992)
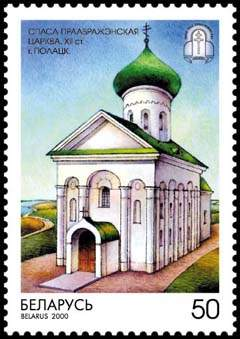
Спасо-Преображенська церква на поштовій марці Республіки Білорусь (2000)
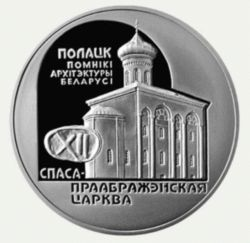
Ювілейна монета Республіки Білорусь із зображенням Спасо-Преображенської церкви у Полоцьку (2003)
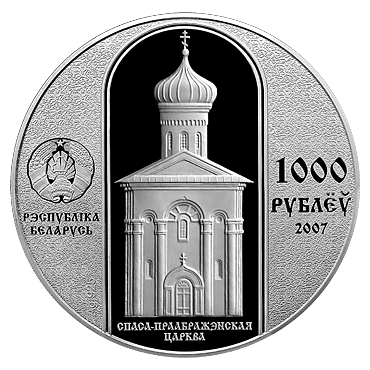
Пам'ятна монета Республіки Білорусь із зображенням Спасо-Преображенської церкви у Полоцьку (2007)
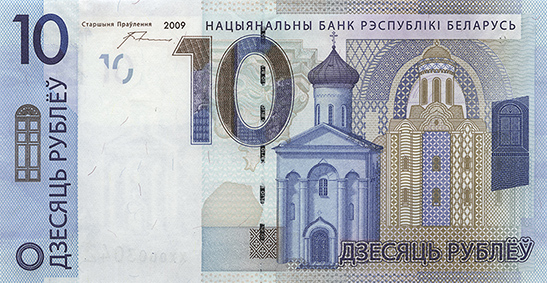
Спасо-Преображенська церква на лицьовій стороні банкноти10 рублів